# SN 2009bt
SN 2009bt – supernowa typu Ia odkryta 22 marca 2009 roku w galaktyce UGC 2542. W momencie odkrycia miała maksymalną jasność 17,00m.